# ヘキサオキソトリシクロブタベンゼン
ヘキサオキソトリシクロブタベンゼン(Hexaoxotricyclobutabenzene)は、C12O6の化学式を持つ有機化合物である。トリシクロブタベンゼンの六重ケトンと見なすこともできる。
オキソカーボンの1つで、2006年に13CNMRで検出された。